# 前夜
前夜或前夕通常是指重要节日的前一天晚上，如東亞的重要节日新春的前一日晚上（除夕）、西方国家的万圣节的前一天晚上（万圣夜）和圣诞节的前一天晚上（圣诞夜）。